# 彌彥山

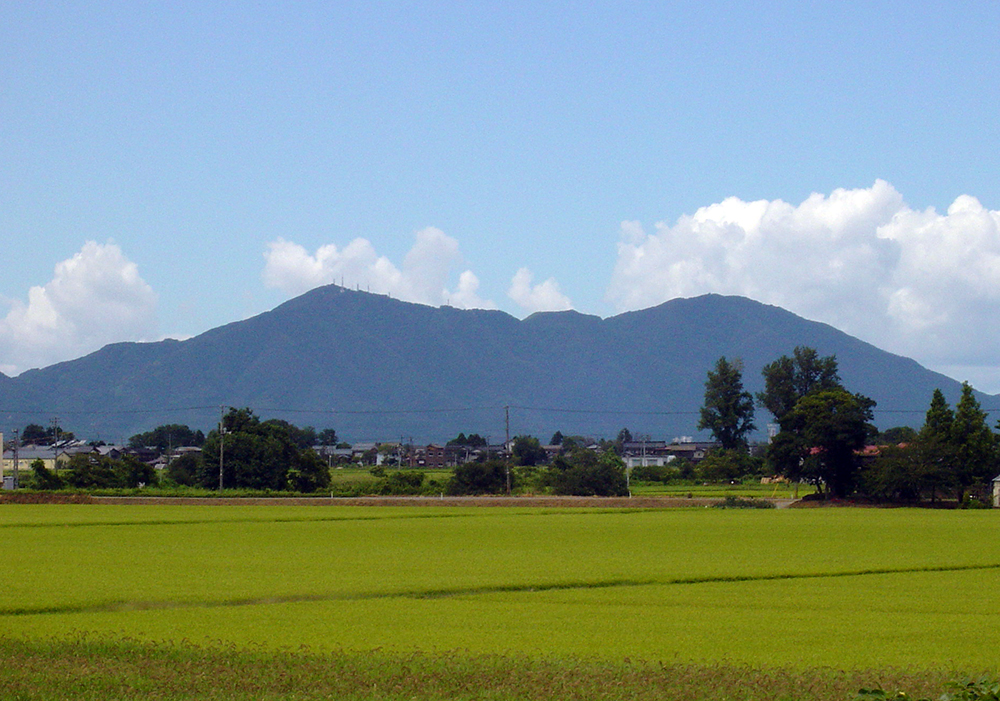
彌彥山

彌彥山（日语：やひこやま）是位於日本新潟縣西蒲原郡彌彥村和長岡市交界處的一座標高634m的山峰。彌彥山是日本海彌彥山脈的主峰，被指定為佐渡彌彥米山國定公園的一部分，和英彦山、雪彦山並稱為日本三彦山。彌彥山雖然標高較低，但因位於沿海且相對高度較高因此十分醒目。山頂有電台及電視台的信號塔。